# Kainat Imtiaz
Kainat Imtiaz (Urdu کائنات امتیاز; * 21. Juni 1992 in Karachi, Pakistan) ist eine pakistanische Cricketspielerin, die seit 2010 für die pakistanische Nationalmannschaft spielt.

## Kindheit und Ausbildung
Die Eltern von Kainat waren beide Sportlehrer. Dabei wurde sie vor allem durch ihre Mutter für das Cricket begeistert, die seit 2006 im nationalen Cricket als Umpire fungiert.

## Aktive Karriere
Ihr Debüt für die Nationalmannschaft absolvierte sie bei einem WTwenty20-Turnier in Südafrika, als ihr 2 Wickets für 18 Runs gegen den Gastgeber gelangen. Im WODI-Cricket hatte sie ihr Debüt ein Jahr später in einem Spiel gegen Irland beim Women’s Cricket World Cup Qualifier 2011. Bei den Asienspielen 2010 konnte sie zusammen mit dem pakistanischen Team die Goldmedaille gewinnen. Nach diesen ersten Einsätzen auf internationaler Ebene spielte sie vorwiegend im nationalen Bereich. Sie war erneut Teil der Mannschaft bei den Asienspielen 2014 und gewann dort abermals die Goldmedaille. Erst im März 2015 erhielt sie eine weitere Chance auf der Tour in Südafrika. Dort war ihre beste Leistung 2 Wickets für 11 Runs im zweiten WODI. Jedoch konnte sie sich weiterhin nicht im Team etablieren.
Ihren ersten Einsatz bei einer Weltmeisterschaft absolvierte sie beim Women’s Cricket World Cup 2017. Hier war sie an drei Spielen beteiligt und konnte gegen Gastgeber England 2 Wickets für 68 Runs erzielen. Ein Jahr wurde sie beim Women’s Twenty20 Asia Cup 2018 eingesetzt und spielte dort zwei Spiele. Von da an gehörte sie regelmäßig zum Aufgebot der Nationalmannschaft. Gegen die West Indies konnte sie bei der Tour im Februar 2019 mit 3 Wickets für 59 Runs ihr bis dahin bestes Bowling-Ergebnis erreichen. Weitere Einsätze in 2019 in Südafrika und gegen Bangladesch folgten.
Nach der Pause auf Grund der COVID-19-Pandemie konnte sie im nationalen Cricket eine starke Leistung anbieten und fand so abermals den Weg ins Nationalteam auf der Tour in Südafrika. Dort konnte sie vor allem in den WTwenty20 am Schlag überzeugen, als sie in den drei Spielen jeweils mehr als 20 Runs erzielte (24, 26 und 29 Runs). Im Juni 2021 erhielt sie vom Verband einen vollen Vertrag. Im Sommer 2022 wurde sie für die Commonwealth Games nominiert, bei denen sie ein Spiel gegen Indien bestritt. In der Folge hatte sie nur noch einen weiteren Einsatz im Januar 2023 bei der Tour in Australien. Im August des Jahres wurde ihr Vertrag mit dem pakistanischen Verband von einem internationalen in einen nationalen umgewandelt.

## Persönliches
Im Juni 2020 gab sie ihre Verlobung bekannt. Sie wurde in ihrer Karriere durch die indische Spielerin Jhulan Goswami inspiriert, und ein Treffen der beiden bei der Weltmeisterschaft 2017 fand internationale Beachtung.